# 내 친구의 사생활
《내 친구의 사생활》(The Women)은 미국에서 제작된 다이안 잉글리시 감독의 2008년 멜로/로맨스, 코미디 영화이다. 멕 라이언 등이 주연으로 출연하였고 빌 존슨 등이 제작에 참여하였다.

## 출연

### 주연
- 멕 라이언
- 아네트 베닝
- 에바 멘데스
- 데브라 메싱
- 제이다 핀켓 스미스
- 베트 미들러
- 캔디스 버겐
- 캐리 피셔

### 조연
- 클로리스 리치먼
- 데비 마자르
- 인디아 인넨거
- 질 플린트
- 아나 가스테이어
- 조안나 글리슨
- 린 휘트필드
- 나타샤 알람
- 메러디스 블랙
- 제너 로빈스
- 마야 리 산체즈
- 니콜 로빈슨
- 다니엘 페리
- 크리스티 스콧 캐시맨
- 셀레스트 올리바
- 드니스 라이랜드
- 마리아 엘레나 라미레즈

## 기타
- 미술: 제인 머스키
- 의상: 존 A. 던